# Nottingham Open 2007
Il Nottingham Open 2007 è stato un torneo di tennis giocato sull'erba.  È stata la 21ª edizione del Nottingham Open, e fa parte della categoria International Series nell'ambito dell'ATP Tour 2007. Si è giocato al Nottingham Tennis Centre di Nottingham in Inghilterra, dal 16 al 21 giugno 2007.

## Campioni

### Singolare
Ivo Karlović ha battuto in finale  Arnaud Clément con il punteggio di 3–6, 6–4, 6–4

### Doppio
Eric Butorac /  Jamie Murray hanno battuto in finale  Joshua Goodall /  Ross Hutchins con il punteggio di 4–6, 6–3, [10-5].